# Andrea Elson
Andrea Elson, née le 6 mars 1969 à New York, États-Unis, est une actrice américaine. Elle est connue pour avoir joué le rôle de Lynn Tanner dans la série Alf.

## Biographie
Elle a aussi joué précédemment en 1983 dans la série Les Petits Génies (titre original : Whiz Kids). Bien que Whiz Kids n’ait duré qu’une saison, le rôle d'Andrea Elson en tant qu’Alice a permis à la jeune fille de 14 ans et à ses co-stars adolescentes d’occuper une place prépondérante dans divers magazines pour adolescents de cette époque, dont 16 magazines, Bop et Teen Beat, entre autres. Le rôle a également amené Elson à faire une apparition croisée lors de l'épisode de Simon et Simon en 1983 intitulé "Fly the Alibi Skies". 
En 1986, Andrea Elson décroche un rôle principal dans la comédie télévisée de fiction Alf. Dans la série, elle joue Lynn Tanner, la fille adolescente dans une famille de banlieue typique de la classe moyenne qui adoptait un sympathique extraterrestre. La série a duré quatre saisons et le portrait d'Elson a valu à l'actrice adolescente deux nominations au Youth in Film Award[réf. souhaitée], avant l'annulation de la série en 1990.
Andrea Elson a continué à jouer à la télévision, en tant qu’invitée dans des séries télévisées comme Madame est servie, Parker Lewis ne perd jamais.
En 2008, elle travaille comme instructeur de yoga.

### Vie privée
Andrea Elson s'est mariée avec le producteur de télévision Scott Hopper en 1993, et a donné naissance à une fille, Claire, en 1997.

## Filmographie

### Téléfilms
- 1989 : Class Cruise (en) de Oz Scott : Staci Poston
- 1989 : Frankenstein, le tombeur de la fac (Frankenstein: The College Years) de Tom Shadyac : Andi Richmond

### Séries télévisées
- 1983 : Simon et Simon (Simon & Simon) : Alice Tyler (Saison 3 - Épisode 5)
- 1983-1984 : Les Petits Génies (Whiz Kids) : Alice Tyler (Saison 1 - Épisodes 1 à 18)
- 1985 : Ricky ou la Belle Vie (Silver Spoons) : Kimberley (Saison 4 - Épisode 4)
- 1986-1990 : Alf : Lynn Tanner (101 épisodes)
- 1990 : Madame est servie (Who's the Boss?) : Melinda (Saison 7 - Épisode 5)
- 1990 : Parker Lewis ne perd jamais (Parker Lewis Can't Lose) : Denise (Saison 1 - Épisode 9)
- 1990 : They Came from Outer Space (en) : Julie Carter (Saison 1 - Épisode 7)
- 1991 : ABC Afterschool Special : Liz (Saison 19 - Épisode 4)
- 1991 : Married People (en) : Madeline (Saison 1 - Épisode 17)
- 1993 : Mariés, deux enfants (Married… with Children) : Heidi (Saison 7 - Épisode 13)
- 1994 : Dingue de toi (Mad About You) : Joanne (Saison 2 - Épisode 16)
- 1996 : Notre belle famille (Step by Step) : Bonnie (Saison 5 - Épisode 17)
- 1996 : Kirk (en) : (Saison 1 - Épisode 19)
- 1997 : Men Behaving Badly : première fille (Saison 1 - Épisode 21)
- 1998 : Les Feux de l'amour (The Young and the Restless) : Debbie Thompson

## Jeu vidéo
- 1994 : Surgical Strike : Co-Pilot